# Vương Kiệt (ca sĩ)
Vương Kiệt (chữ Hán: 王傑|王杰, sinh 1962) là một ca sĩ, nhạc sĩ, diễn viên người Hồng Kông gốc Đài Loan. Bài hát nổi tiếng ở giai đoạn thập niên 90 bao gồm: "Liều thuốc cho trái tim - 伤心1999 (Thương tâm 1999), Vì sao trong lòng tôi - (Ai hiểu lòng lãng tử/Bóng hình cô ấy) 谁明浪子心 / 他的背影", "Hỡi người tình - 安妮 / 可能" (Annie/Có lẽ),  "Tâm hồn xao động - 封锁我一生 / 英雄泪" (Phong tỏa anh một đời/Nước mắt anh hùng ), Vầng trăng đêm trôi - 情愿不自由 (Tình nguyện mất tự do), Tìm đâu dấu yêu xưa - 忘了你忘了我 / 不可能 (quên em, quên anh), Yêu em trọn đời - 回家 / 街灯 (Về nhà/), Khúc biệt xa - 几分伤心几分痴 / 一场游戏一场梦 (mấy phần thương tâm mấy phần si/một trò chơi, một giấc mơ).

## Tiểu sử, thân thế và sự nghiệp
Vương Kiệt tên khai sinh là Vương Đại Vi. Sinh ngày 20/10/1962 tại Đài Loan.
Là con trai của diễn viên Vương Hiệp khá nổi tiếng vào thập niêm 60-70. Năm lên 3 tuổi, cả gia đình Vương Kiệt rời Đài Loan sang định cư tại Hồng Kông nhưng sau đó vì mâu thuẫn gia đình, ba mẹ Vương Kiệt li dị nhau lúc ông 12 tuổi, bỏ rơi Vương Kiệt tại một trường Giáo hội Hồng Kông. Vì luôn thiếu thốn sự quan tâm chăm sóc và tình yêu thương của ba mẹ, năm 17 tuổi Vương Kiệt đã yêu 1 cô gái có cùng cảnh ngộ giống anh và cô gái ấy đã sinh hạ cho anh 1 bé gái. Tuy nhiên cuộc hôn nhân này sớm bị gãy đổ do cả hai bên đều còn quá trẻ và trước đó chưa tìm hiểu về nhau.
Sau đó, Vương Kiệt đã trở về cố hương Đài Loan, đem theo đứa con gái bé nhỏ của mình. Cuộc sống ở Đài Loan cũng không dễ dàng gì, Vương Kiệt phải lăn lộn nhiều nghề nay đây mai đó để kiếm tiền nuôi con. Lúc thì làm thợ sơn, lúc thì làm nhân viên vận chuyển hàng, bảo vệ, đầu bếp, tài xế Taxi..v..v. và cả nghề nguy hiểm như là diễn viên đóng thế - diễn những cảnh quay nguy hiểm thay cho các diễn viên. Đối với Vương Kiệt, chỉ cần có tiền để lo cho con thì việc gì ông cũng làm, và chính đứa con gái của mình là động lực để ông bước tiếp trên đường đời đầy khó khăn.
Năm 25 tuổi, nhờ quen biết thông qua bạn bè với nhạc sĩ Lý Thọ Toàn, Vương Kiệt đã cho ra album đầu tay của mình mang tên "Một cuộc chơi một giấc mơ", được phát hành vào tháng 12/1987. Sự kiện này đã làm thay đổi cuộc đời Vương Kiệt, Album này bất ngờ được thính giả Đài Loan đón nhận nồng nhiệt với doanh số bán hơn 500.000 đĩa, đánh dấu bước ngoạt mới trên con đường sự nghiệp trở thành ca sĩ nổi tiếng của anh. Các bài hát trong album cũng được sử dụng như là ca khúc chủ đề của nhiều loạt phim truyền hình TVB nổi tiếng. Nhờ vậy đã nhanh chóng đưa tên tuổi của Vương Kiệt đến với công chúng yêu nhạc không những tại Đài Loan mà còn vang xa đến tận Hồng Kông, Singapore, Hàn Quốc Mã Lai, Trung Quốc, Philippines và Việt Nam.
Sau vài năm đạt được thành công với vai trò ca sĩ, Vương Kiệt quay trở lại đóng phim. Lần này với tư cách là 1 diễn viên chính thay vì 1 diễn viên đóng thế. Cho đến nay Vương Kiệt là một trong những nghệ sĩ Đài Loan hiếm hoi đạt được thành công và nổi tiếng tại thị trường khó tính Hồng Kông.
Sau hơn 10 năm làm gà trống nuôi con, Vương Kiệt đi thêm bước nữa với người mẫu xinh đẹp Mặc Ỷ Văn vào tháng 4/1993 và đã có với nhau 1 bé trai. Nhưng cuộc hôn nhân này cũng không được bền lâu, chung sống được vài năm rồi cũng như cuộc hôn nhân trước, cả hai chấp nhận li dị đó bận công việc riêng. Áp lực công việc khá lớn (1 tháng cho ra 1 album) cho nên Vương Kiệt không có nhiều thời gian để chu tất cho gia đình bé nhỏ của mình, dẫn đến đuối sức và mệt mỏi về tinh thần lẫn thể chất. Vương Kiệt sụt cân từ 70 kg xuống còn 40 kg. Để vượt qua thời kì khó khăn này, anh đã phải bán hết nhà cửa của mình tại Đài Loan để chuyển sang Canada nơi có khí hậu trong lành dân cư hiền hòa dễ chịu để tịnh dưỡng hồi phục sức khỏe.
Cuối năm 1999, sau khi phẫu thuật đôi mắt của mình, Vương Kiệt "tái xuất giang hồ" trở lại HK để tiếp tục hoạt động con đường ca hát và đóng phim. Sự trở lại của anh đã khiến cho nhiều fan hâm mộ của anh tán thưởng nồng nhiệt và làm cho Vương Kiệt cảm thấy cuộc sống thật đầy ý nghĩa, anh có cảm giác như trở lại thời kì vàng son của mình.
Cuối năm 2017, Vương Kiệt tuyên bố sẽ ra mắt một album cuối cùng trước khi giải nghệ, anh từng chia sẻ rằng giọng hát anh đã bị ảnh hưởng bởi vụ việc mà anh cho rằng mình đã bị đầu độc năm xưa. Vấn đề này cho đến nay vẫn gây tranh cãi bởi tính xác thực của sự việc khi chính Vương Kiệt nhiều lần bị giới săn ảnh bắt gặp anh sử dụng thuốc lá. Album được ra mắt vào năm 2018.

## Những album đã phát hành

### Quảng Đông
- 1989 《故事的角色》 Vai diễn trong câu chuyện
- 1989 《誰明浪子心》 Ai hiểu lòng lãng tử
- 1990 《人在風雨中》 Người trong mưa gió
- 1991 《流浪的心》 Trái tim lưu lạc
- 1991 《今生無悔精選》 Kiếp này không hối tiếc
- 1991 《一生心碎》 Đau lòng một kiếp
- 1992 《封鎖我一生》 Phong tỏa anh một kiếp
- 1992 《影視金曲》 Ảnh thị kim khúc
- 1993 《她》 Người ấy
- 1995 《啞巴的傑作》Kiệt tác câm lặng
- 2000 《Giving》
- 2000 《Hello!》
- 2001 《王傑萬歲2001》Vương Kiệt vạn tuế
- 2002 《愛與夢》 Yêu với mộng

### Phổ Thông
- 1987《一場遊戲一場夢》 Một cuộc chơi một giấc mộng
- 1988 《忘了你忘了我》 Quên em, quên anh
- 1988 《你是我胸口永远的痛》 Em là nỗi đau vĩnh viễn trong lòng anh
- 1989 《是否我真的一無所有》 Có phải anh mất hết tất cả
- 1989 《孤星》 Cô tinh (ngôi sao cô đơn)
- 1990 《向太陽怒吼》 Gào thét với mặt trời
- 1990 《我要飛》Tôi muốn bay
- 1990 《異域》 Vực sâu
- 1991 《為了愛夢一生》 Tại vì yêu, mơ một đời
- 1991 《忘記你不如忘記自己》Quên em hay là quên anh đi
- 1991 《心痛》 Đau lòng
- 1992 《All by himself》
- 1992 《英雄淚》 Anh hùng lệ (Nước mắt anh hùng)
- 1992 《回家》 Về nhà
- 1993 《我》 Anh
- 1993 《路》 Lộ (Con đường)
- 1994 《只要說你愛我》 Chỉ cần em yêu anh
- 1994 《候鳥》 Hậu điểu (chim di trú)
- 1995 《夢在無夢的夜裡》Mơ trong đêm không có giấc mơ
- 1995 《情願不自由》Tình Nguyện Mất Tự Do
- 1996 《手足情深》 Thủ túc tình thâm
- 1996 《忘了所有》 Không còn sở hữu
- 1997 《我愛你》 Anh yêu em
- 1997 《起點》 Khởi điểm
- 1998 《替身》 Thế thân
- 2000 《從今開始》Từ nay về sau
- 2003 《愛我的 我愛的王傑》
- 2004 《不孤單》 Không cô đơn
- 2005 《甦醒》 Tỉnh lại
- 2007 《別了瘋子》 Biệt liễu phong tử

## Những concert gần đây nhất
- 21-23/07/1989 Live In Singapore
- 22-27/02/1990 Live In Hongkong
- 23/02/2000 Giving For The Children (Hong Kong)
- 8-9/12/2000 Live China Tour (Guangzhou)
- 28/12/2000 Live China Tour (Shaoguan)
- 30/12/2000 Live China Tour (Shenzhen)
- 4-6/04/2001 Wang's 2001 (Hong Kong)
- 27/04/2002 Concert In Malaysia (Genting)
- 20/03/2003 Love Me & I Love Charity Concert (Taiwan)
- 24/11/2004 Beijing Concert
- 16/09/2006 Xian Concert
- 23/10/2009 "I Am Back " Dave Wang (HongKong)

## Những film đã tham gia

### Điện ảnh
- Seven Wolves 七匹狼(1989)
- Seven Wolves 2 (1989)
- Casino Raiders 2 至尊无上2之永霸天下(1991)
- Invincible 战龙在野(1992)
- Bóng tối hong kong Once Upon A Time In Hong Kong  血濺塘西 (1992)
- The Legend of the Flying Swordsman 小李飞刀(2000)
- A War Named Desire 爱与诚(2000)
- Roaring Wheels 车神传说 (2000)
- Esprit d'Amour 阴阳爱 (2001)
- Return From The Other World 赌神之神 (2002)
- Love is a Butterfly 飘忽男女(2002)
- Summer Breeze of Love 这个夏天有异性(2002)
- Heat Team 冲锋陷阵(2004)
- New Police Story 新警察故事(2004)

### Truyền hình
- 1989 Yang Zi Bu Jiao Shui Zi Guo 养子不教谁之过(40 Episodes)
- 1992 Once Upon a Time in Hong Kong 血溅塘西(20 Episodes) TVB Series Aired from Oct 5-Oct 30
- Bao La Vùng Trời 衝上雲霄 (2003) vai Josh Vương Tổ Bồi - Vai diễn khách mời (Tập 32, 35, 36)
- 2005 Just Love (20 Episodes) 老婆大人TVB Series Aired from May 9−Jun 3

### Quảng cáo
- 铁达时手表广告（1990）
- 龙之步运动鞋(2002)
- 爱登堡服饰（2002）
- 舒感内衣（2006-2008）